# تام دوانی
تام دوانی (به انگلیسی: Tom Devanney) نویسنده تلویزیونی آمریکایی است که بیشتر به خاطر کار در سریال مرد خانواده مشهور شده‌است.